# Stack Overflow (sito)
Stack Overflow è un sito web collaborativo che fa parte della rete Stack Exchange in cui si possono porre domande riguardo a vasti argomenti di programmazione.
Il sito fornisce la possibilità agli utenti di chiedere o rispondere a domande e, attraverso i membri attivi, di votare le domande e le risposte in positivo o in negativo e di modificare le domande e le risposte in uno stile wiki. Gli utenti di Stack Overflow possono guadagnare punti di reputazioni e "badges"; per esempio, un utente guadagna 10 punti di reputazione quando riceve un voto "up" ad risposta, e può ricevere badges, ovvero punti di reputazione  dagli altri utenti.
A giugno 2025 Stack Overflow aveva oltre 29 milioni di utenti registrati e sono state pubblicate più di 24 milioni di domande e 36 milioni di risposte. Basandosi sui tag che vengono assegnati alle domande, a giugno 2025 i 10 argomenti più richiesti sono JavaScript, Python, Java, C#, PHP, Android, HTML, jQuery, C++ e CSS.

## Storia

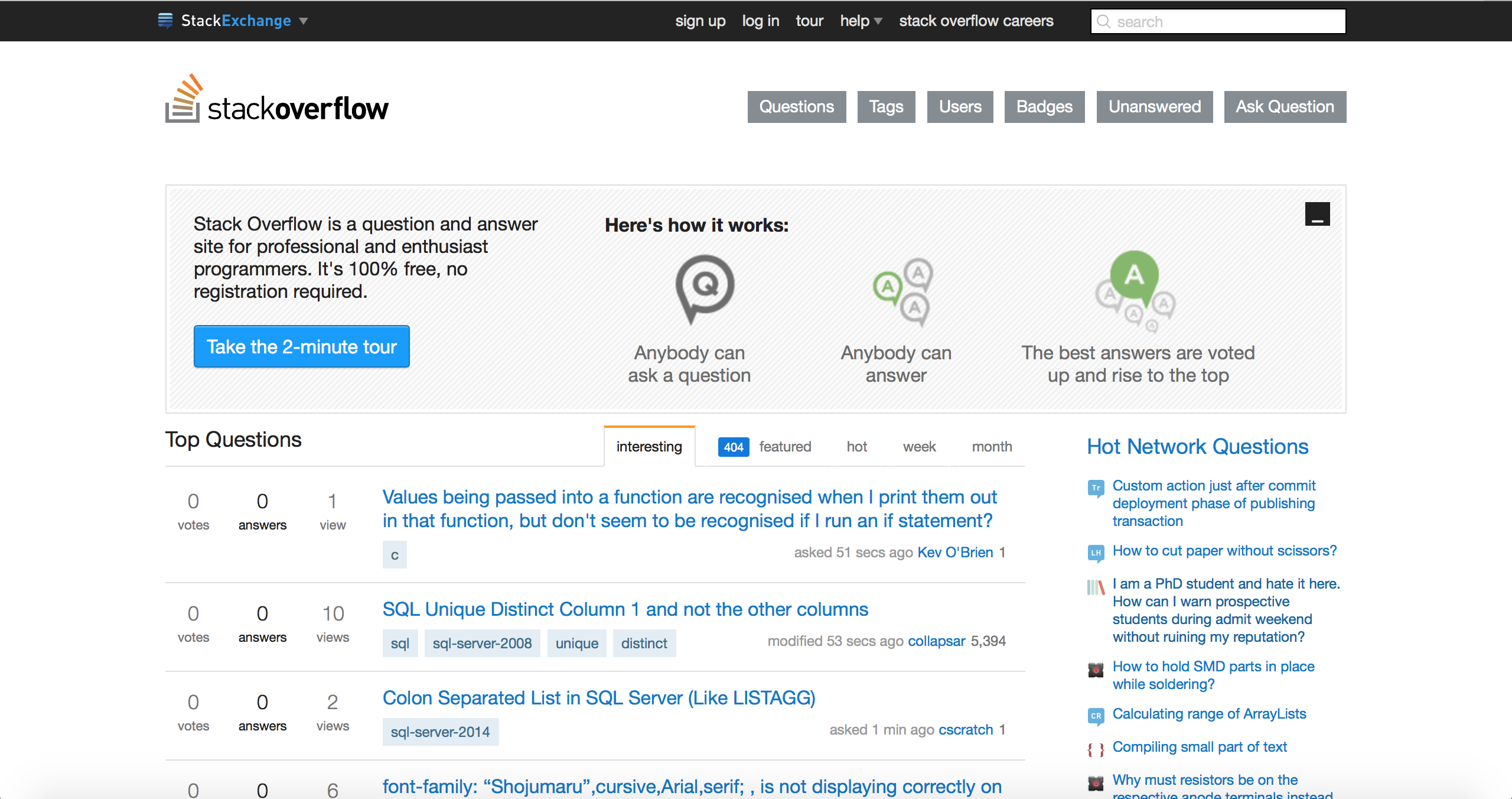
Pagina principale nel 2015.

Il sito è stato creato da Jeff Atwood e Joel Spolsky nel 2008 come alternativa più aperta a forum come Expert Exchange. Il nome del sito web fu scelto con una votazione nell'aprile 2008 dai lettori di Coding Horror, il blog di Atwood. Anche lo stile di Stack Overflow è stato sottoposto a votazione. Il 31 luglio 2008 Jeff Atwood mandò un invito incoraggiando i suoi sostenitori a prendere parte alla beta privata del nuovo sito. Il 15 settembre 2008, fu annunciata la versione beta pubblica. Il 3 maggio 2010 aveva ottenuto 6 milioni di dollari da un gruppo di investitori guidato dalla Union Square Ventures. Il 21 luglio 2016 su Stack Overflow è stato inaugurato il progetto "Documentation", una sorta di guida collaborativa per programmatori. Il progetto è stato abbandonato l'8 agosto 2017. Come la parte Q&A del sito, tutto il contenuto di "Documentation" è disponibile sotto licenza CC BY-SA 3.0.

## Tecnologia
Stack Overflow è scritto in ASP.NET 3.5 usando il framework ASP.NET MVC (Model-View-Controller). Gli utenti non registrati hanno accesso alla maggior parte delle funzionalità del sito, mentre gli utenti che sottoscrivono usando il servizio OpenID possono ottenere maggiori funzionalità, come la creazione di un profilo, la possibilità di guadagnare reputazione, fino alla possibilità di ritaggare domande o votare per chiudere una discussione.
Le utenze particolarmente prolifiche guadagnano l'opzione per eliminare la pubblicità dal sito.

## Politiche sui contenuti
Tutti i contenuti generati dagli utenti sono distribuiti sotto una licenza libera, la CC BY-SA. Negli anni sono state fatte diversi avanzamenti di licenza, passando dalla versione 2.5, alla 3.0, fino alla versione 4.0 della stessa licenza CC BY-SA; versione adottata a maggio 2018. Dal 2020, il sistema permette di verificare qual è lo storico di ogni contenuto e qual è l'esatta licenza di ogni versione di tali contenuti.
Le politiche del sito vietano espressamente il plagio e favoriscono la segnalazione di contenuti affetti da plagio. Queste segnalazioni sono integrate nel sistema di "premiazione" e vengono gestite in modo collaborativo da altre utenze con più esperienza (in termini di punti di esperienza). Il sistema quindi premia sia chi segnala problemi, sia chi li gestisce.
Nel dicembre 2022, Stack Overflow ha introdotto una politica che vieta l'uso di contenuti generati da intelligenza artificiale, come ChatGPT (appunto uscita quell'anno), per la creazione di domande e risposte. Questa decisione è stata motivata dall'aumento di risposte di bassa qualità, che, sebbene potessero sembrare convincenti, spesso risultavano inaccurate, compromettendo l'affidabilità del sito, nonché per i rischi di potenziale plagio. La politica ha ricevuto un ampio consenso, portando a un divieto più rigoroso. È stato stabilito che i contenuti generati da AI non fossero accettati, salvo essere esplicitamente menzionati come tali.